# 九条忠基
九条 忠基（くじょう ただもと）は、南北朝時代から室町時代初期にかけての公卿。関白・九条経教の子。官位は従一位・関白。九条家11代当主。

## 経歴
延文2年（1357年）従三位に叙せられる。左大臣などを歴任した後、永和元年（1375年）12月27日従一位・関白に就任、康暦元年（1379年）8月22日辞職。
応永4年（1397年）12月20日薨去。異母弟で養子の満家が跡を継いだ。

## 系譜
- 父：九条経教（1331-1400）
- 母：三条実忠の娘
- 妻：不詳
- 養子
  - 男子：九条満家（1394-1449） - 九条経教の三男